# Saurita improvisa
Saurita improvisa är en fjärilsart som beskrevs av William Schaus 1912. Saurita improvisa ingår i släktet Saurita och familjen björnspinnare. Inga underarter finns listade.